# Les Aventures d'une saucisse
Pour plus de détails, voir Fiche technique et Distribution.
Les Aventures d'une saucisse (Desas piedzīvojumi) est un court métrage d'animation letton réalisé par Roze Stiebra et sorti en 2002. Le scénario est adapté du livre éponyme de Jānis Ankravs.

## Synopsis
La saucisse ingénieuse et énergique ne supporte pas la vie ennuyeuse au réfrigérateur, alors elle décide de partir à la mer. Au cours du voyage, la saucisse vit diverses aventures, notamment se retrouvant à l'école et au poste de ministre, mais à la fin, elle trouve un moyen de sortir de ces situations et finit par arriver à la mer.

## Fiche technique
- Titre : Les Aventures d'une saucisse
- Réalisation : Roze Stiebra
- Scénario : Jānis Ankravs
- Musique : Valts Pūce
- Photographie : Dzintars Krūmiņš
- Direction artistique : Jānis Kārkliņš
- Sociétés de production : Dauka
- Pays de production :  Lettonie
- Durée : 10 minutes
- Format : couleur - numérique - 2,35:1
- Dates de sortie : 2002